# 셰브론
셰브론 코퍼레이션(Chevron Corporation, NYSE: CVX)은 1879년에 설립된 미국 샌라몬에 본사가 위치하고 있는 정부가 소유하지 않은 석유회사 가운데 세계 5위의 석유 회사로 전 세계 180여 개 국가에서 석유 및 가스의 탐사, 정제, 마케팅 및 운송, 화학제품 생산 및 판매, 전력 생산 등에 관여하고 있다.
셰브론은 또한 여섯 개의 슈퍼메이저 중 하나로 칼텍스, 텍사코, 스탠더드 오일 등의 브랜드를 소유하고 있다.

## 갤러리

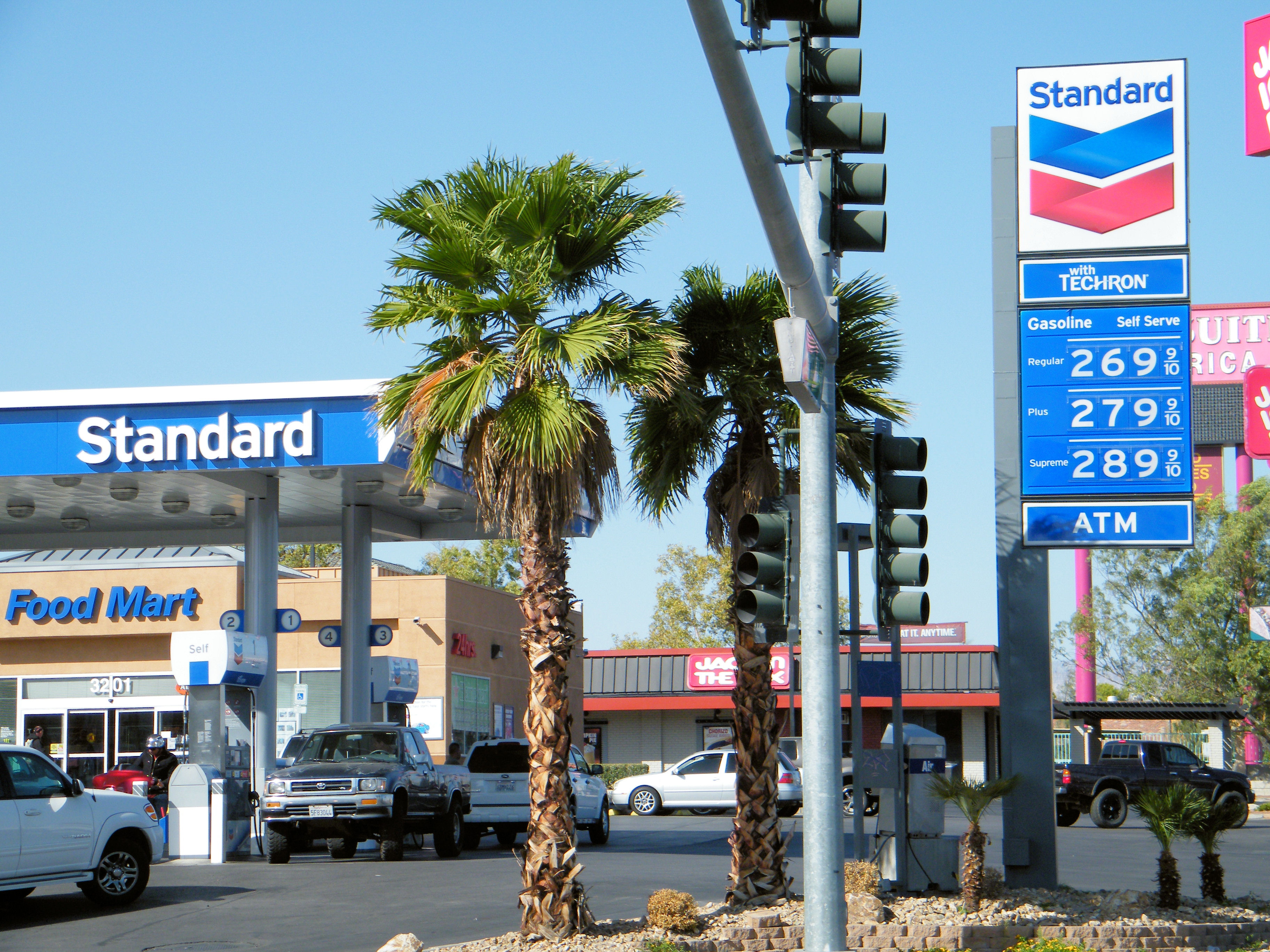
라스베이거스에 있는 셰브론 주유소
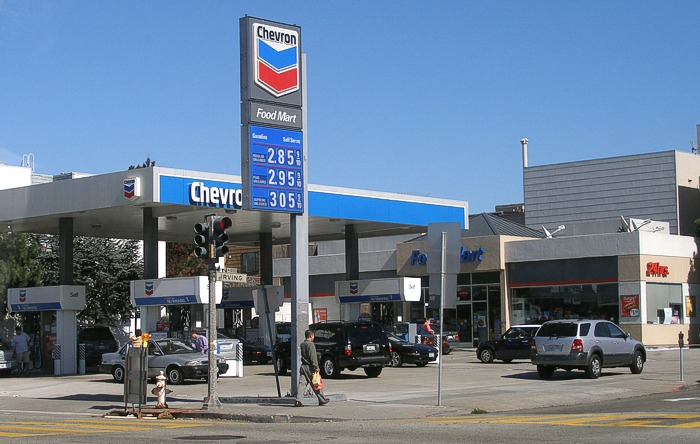
2006년까지 사용된 셰브론 주유소 디자인
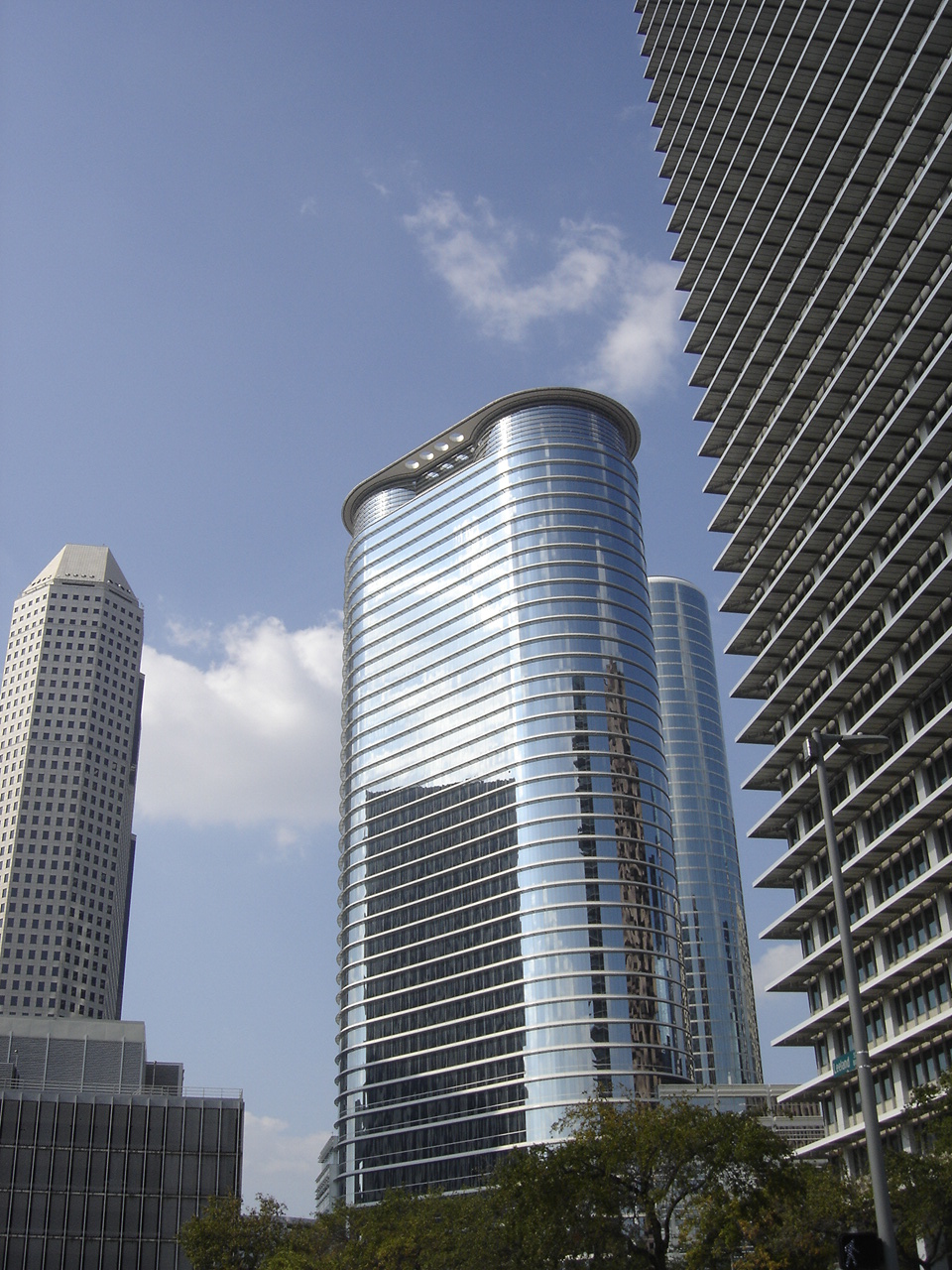
휴스턴에 있는 셰브론 타워
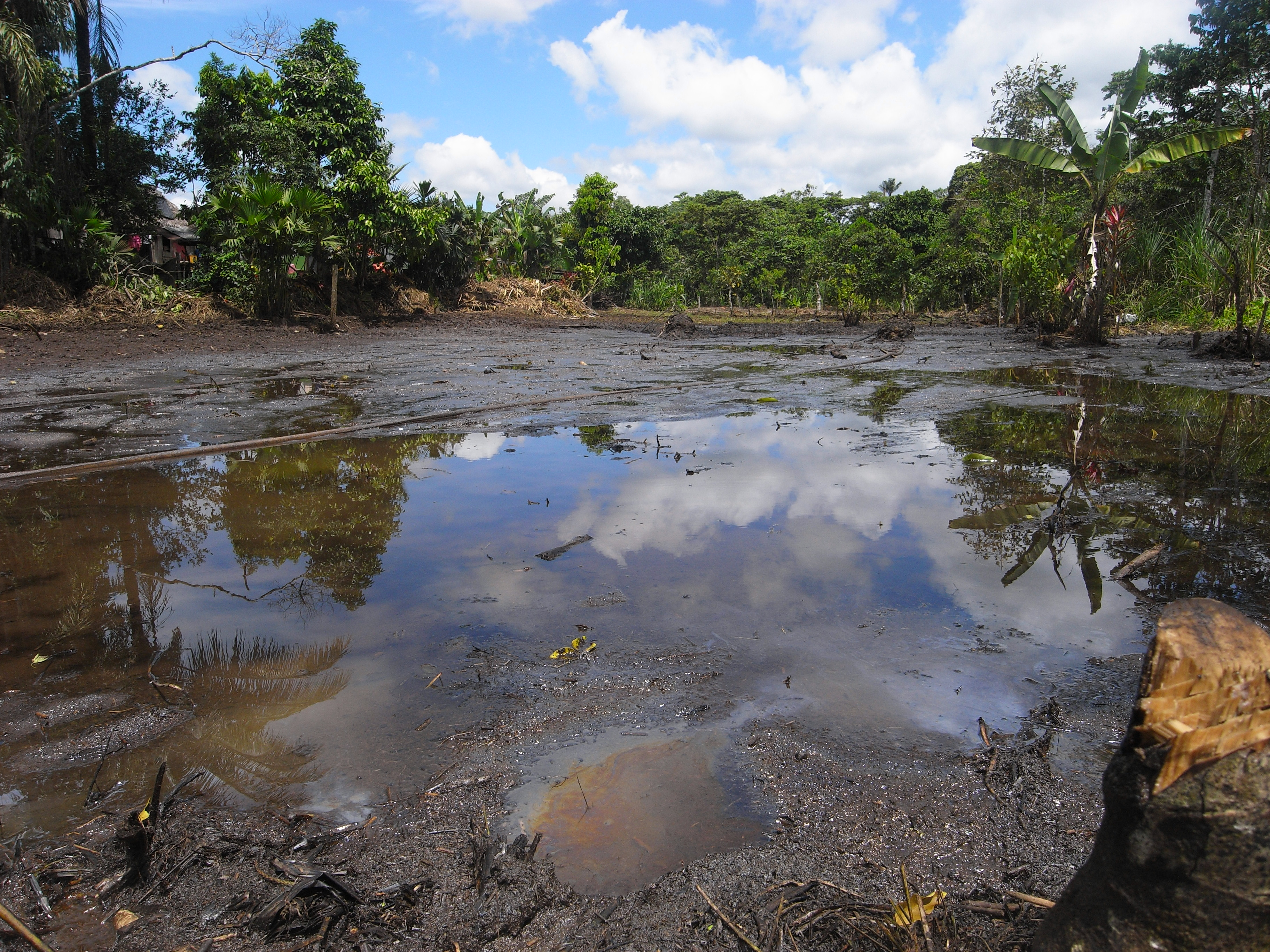
텍사코가 에콰도르 Lago Agrio 원유 매장지의 오염

## 같이 보기
- 지구 온난화